# VMRO-NP
Interna makedoniska revolutionära organisationen - Folkpartiet, (Внатрешно македонска револуционерна организација - Народна партија, ВМРО-НП) är ett konservativt politiskt parti i Makedonien, bildat i Skopje den 4 juli 2004 av den tidigare premiärministern Ljubco Georgievski och andra avhoppare från VMRO-DPMNE.
VMRO-NP:s stagar tillåter medlemskap i båda partierna, vars partiprogram starkt påminner om varandra.
Förleden i båda partinamnen grundas i påstått ideologiskt släktskap med den historiska, patriotiska och revolutionära organisationen VMRO. 
I parlamentsvalet den 1 juni 2008 deltog dessutom båda partierna i valkartellen För ett bättre Makedonien.